# Kings (film, 2017)
Pour l’article homonyme, voir Kings.
Pour plus de détails, voir Fiche technique et Distribution.
Kings est un film dramatique franco-belge réalisé par Deniz Gamze Ergüven, sorti en 2017. Il est présenté en première mondiale à la 42e édition du Festival international du film de Toronto.

## Synopsis
En 1992, dans le quartier de South Central à Los Angeles, une mère de famille va trouver de l'aide auprès d'un homme vivant reclus, alors qu'éclatent de terribles émeutes à la suite du verdict de l'affaire Rodney King.

## Fiche technique
- Titre original et français : Kings
- Réalisation et scénario : Deniz Gamze Ergüven
- Script : Ludivine Doazan
- Direction artistique : Céline Diano
- Décors : Nancy Niksic
- Costumes : Mairi Chisholm
- Casting : Heidi Levitt
- Direction d’acteur : Suzanne Marrot
- Photographie : David Chizallet
- Son : Pierre Mertens
- Montage : Mathilde Van de Moortel
- Musique : Nick Cave et Warren Ellis
- Production : Charles Gillibert
  - Co-production : Geneviève Lemal
  - Production exécutive : Wei Han, Yee Yoo Chang, Celine Rattray, Trudie Styler, Charlotte Ubben, Olivier Gauriat
- Sociétés de production : CG Cinéma, Ad Vitam, France 2 Cinéma, Scope Pictures, Suffragettes
- Sociétés de distribution : Ad Vitam (France), Fabula Films (Turquie), Imagine Film Distribution (Belgique), The Orchard (États-Unis)
- Budget : 10 millions d'euros[3]
- Pays d'origine :  France,  Belgique
- Langue originale : anglais
- Format : couleur − 2,39:1 − son 5.1
- Genre : drame, thriller
- Durée : 92 minutes
- Dates de sortie[4] :
  -  Canada : 13 septembre 2017 (Festival international du film de Toronto 2017) ; 27 avril 2018 (sortie nationale)
  -  France : 11 avril 2018
  -  États-Unis : 27 avril 2018
  -  Turquie : 11 mai 2018[5]
  -  Belgique : 4 juillet 2018[6]
- Classification :
  -  Rated R (certificat #51335)[7]
  -  Tous publics (visa n° 131519)[8]

## Distribution
- Halle Berry (VF : Géraldine Asselin)[9] : Millie
- Daniel Craig (VF : Éric Herson-Macarel) : Obie
- Lamar Johnson : Jesse
- Kaalan Rashad Walker : William MCgee
- Rachel Hilson : Nicole Patterson
- Issac Ryan Brown (VFB : Esteban Oertli) : Shawnte
- Callan Farris : Ruben
- Serenity Reign Brown : Peaches
- Reece Cody : Tiger
- Aiden Akpan : Jordan
- Gary Yavuz Perreau : Carter
- Ce’Onna Johnson : Sherridanne
- Lorenz Arnell : Damon
- Lorrie Odom : Angela
- Lewis T. Powell : Quinn
- Flor de Maria Chahua : Maria
- Quartay Denaya : Latasha Harlins
- Janet Song : Soon Ja Du
- Richie Stephens : officier Bilson
- Rick Ravanello : officier Camello

## Production

### Développement

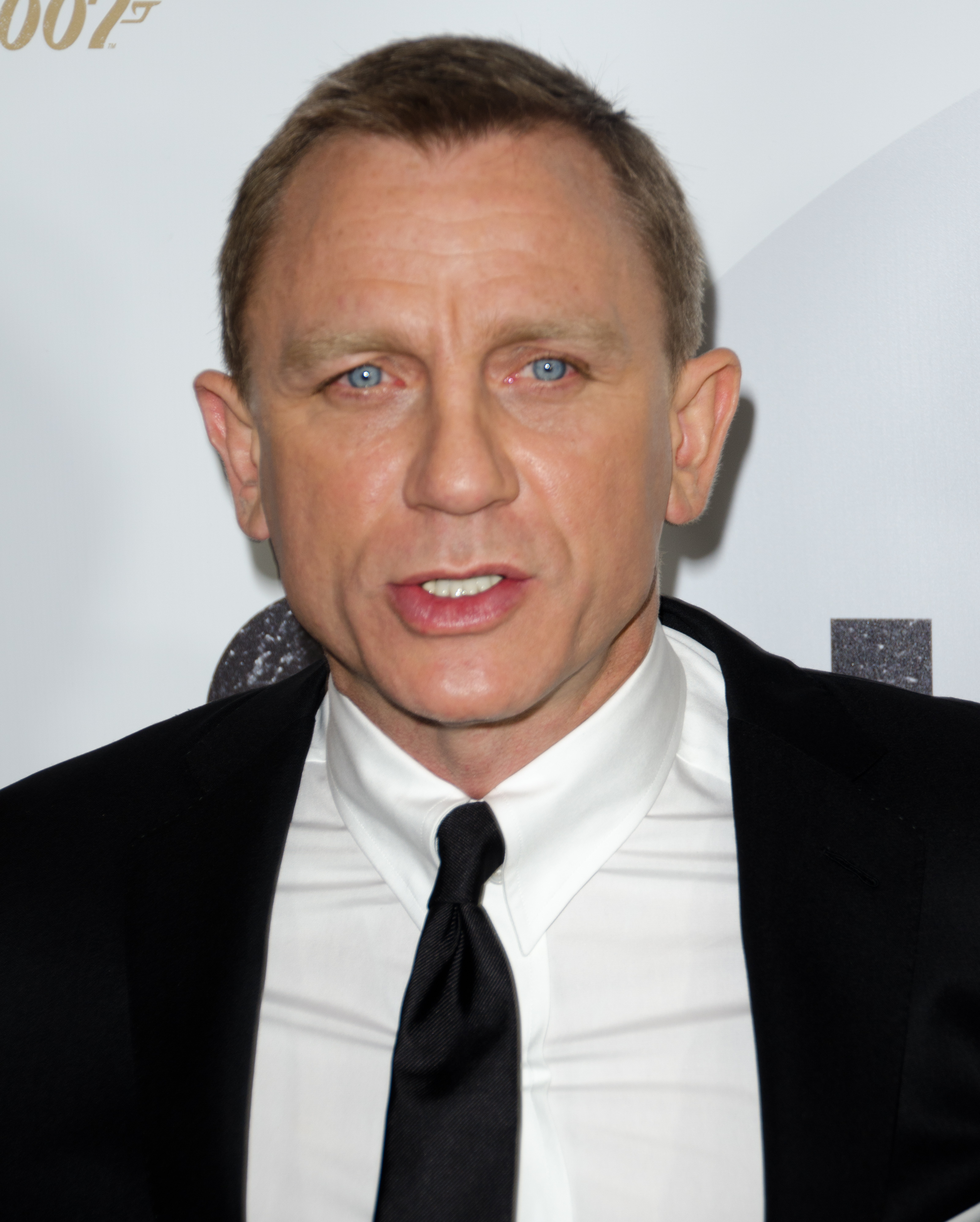
L'acteur principal Daniel Craig, dont c'est le premier projet hors Bond depuis 2011.

En 2005, alors qu’elle est encore à La Fémis, la réalisatrice Deniz Gamze Ergüven assiste aux émeutes dans les banlieues françaises, qu'elle voit comme une « détresse émotionnelle arrivée à un niveau extrême ». Un an plus tard, elle rencontre une femme qui lui parle des émeutes de 1992 à Los Angeles. Elle fait un rapprochement entre les deux événements et décide de faire un film sur le deuxième. Elle commence à se documenter, d'abord à Paris puis directement à Los Angeles dans le quartier de South Central, où elle rencontre les différentes communautés impliquées dans les émeutes, des membres de gang mais aussi la LAPD. Pendant trois ans, elle fait des allers-retours entre Paris et Los Angeles. Elle expliquera ainsi que « toutes les scènes, même les plus invraisemblables de Kings, sont adossées à quelque chose de réel ».
Kings devait être son premier long métrage mais au vu de son réseau limité outre-Atlantique, et de la nature du film puisqu'il s'agit d'un film en anglais et qu'il était donc difficile d'obtenir un financement français, le projet est resté pendant longtemps enterré. Sur une idée d'Alice Winocour, elle décide finalement de tourner Mustang, un film qui a été difficile à réaliser notamment à cause d'une productrice qui s'est désistée avant le tournage mais dont le succès a finalement propulsé la carrière de la réalisatrice. En 2016, après le succès de Mustang sorti en 2015, elle réussit à déterrer Kings — dont elle avait terminé le script trois ans plus tôt — en récupérant les 10 millions d'euros nécessaires pour réaliser le film et commence le tournage la fin de la même année.

### Tournage

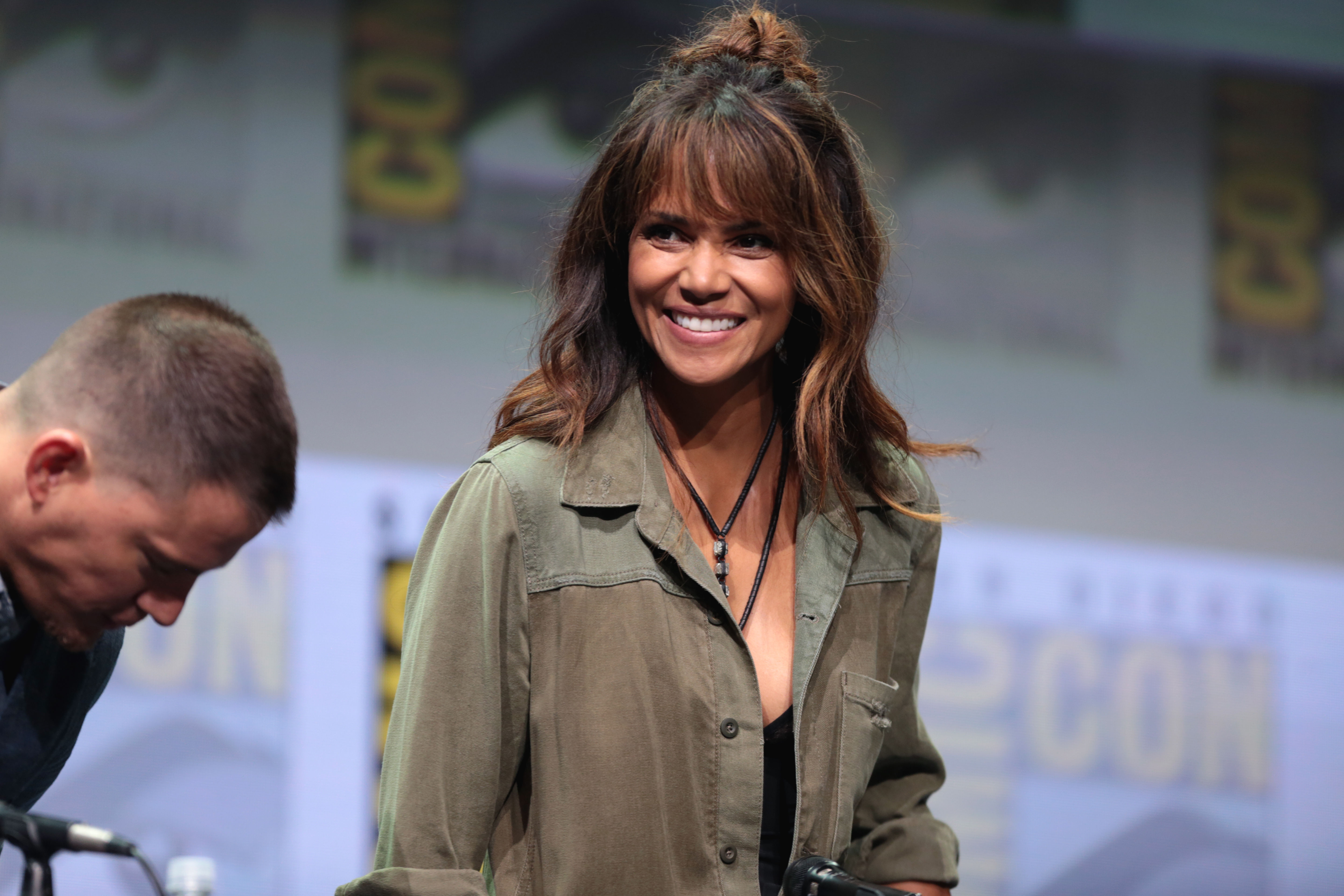
L'actrice américaine Halle Berry, l'année de sortie du film.

Le tournage du film débute le 27 décembre 2016 à Los Angeles et se termine en mars 2017.

### Musique
Pour la musique du film, comme pour Mustang, elle refait appel aux Australiens Warren Ellis et Nick Cave. La réalisatrice justifie ce choix par le « côté très narratif de leur musique d’une part, et d’autre part la touche émotionnelle immédiate qu’elle apporte [au film] ». La bande originale est sortie le 6 avril 2018.

#### Liste des titres
| 1.    | Latasha Harlins     | 2:28 |
| 2.    | CCTV Montage        | 2:44 |
| 3.    | Bake                | 2:05 |
| 4.    | Saying Goodbye      | 1:03 |
| 5.    | School Argument     | 4:17 |
| 6.    | Waking Up           | 1:49 |
| 7.    | Leave the Gun       | 0:39 |
| 8.    | Police Cars         | 3:31 |
| 9.    | Where Are the Boys? | 1:06 |
| 10.   | Erotic Dream        | 3:17 |
| 11.   | Arrested            | 6:27 |
| 12.   | Red Ford            | 2:29 |
| 13.   | Death of William    | 3:09 |
| 14.   | Lamp Post           | 4:28 |
| 15.   | Kings               | 4:21 |
| 16.   | Earthquake          | 3:09 |
| 47:03 |                     |      |

## Sortie

### Accueil critique
En France, le site Allociné recense une moyenne des critiques presse de 3/5, et des critiques spectateurs à 2,9/5.